# José Antonio Mostany

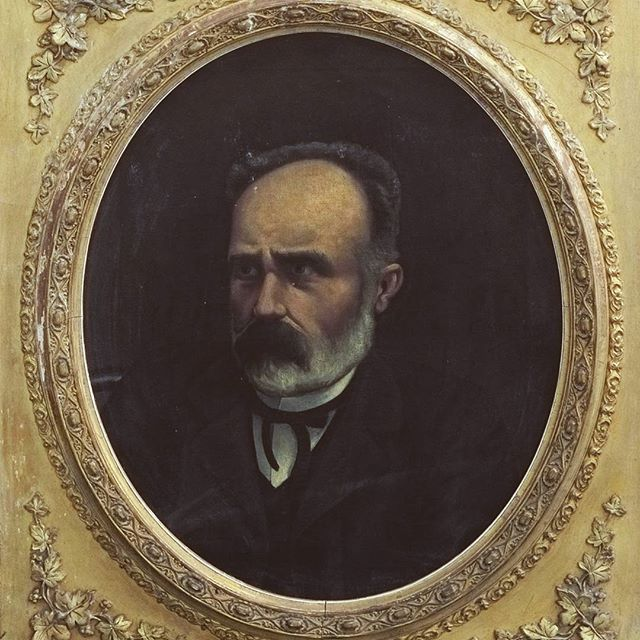
José Antonio Mostany Roure

José Antonio Mostany y Roure (Lérida, ? - 1894) fue un periodista y político español.

## Biografía
Entre 1866 y 1868 fue concejal del Ayuntamiento de Lérida presidido por Juan Mestre y Tudela. Al producirse la Revolución de Septiembre, se mantuvo en su puesto sin temor a los revolucionarios.
Durante el Sexenio Revolucionario fue vicepresidente del círculo católico-monárquico de Lérida, establecido en enero de 1869 a imitación de la Asociación de Católicos presidida en Madrid por el marqués de Viluma, para defender la unidad católica de España. Se adhirió al carlismo y contribuyó a la propaganda de este movimiento, vendiendo en su casa el folleto Próximo triunfo de la causa carlista. Entre 1869 y 1872 dirigió el periódico trimestral La Voz de Lérida Católica, en el cual escribían los principales responsables de Juventud Católica, amantes de la tradición y la cultura religiosa leridana. Participó asimismo en política y fue candidato a diputado provincial.
Durante la década de 1870 presidió la Academia de la Juventud Católica de Lérida. En 1878, después de la tercera guerra carlista, promovió una gran peregrinación a Roma como presidente de la citada Academia. Junto con los demás miembros de su Junta, en 1881 firmó una misiva felicitando a Marcelino Menéndez Pelayo por un brindis en El Retiro en el que él había exclamado: «¡Calderón es nuestro!».
Participó, en diciembre de 1881, en la creación del Banco Mercantil de Lérida, de cuyo Consejo de Administración, presidido por Juan Mestre y Tudela, fue designado secretario general.
A finales de 1885 fue uno de los fundadores y el primer director del Diario de Lérida (1886-1931), periódico integrista, cuyo primer número se publicó el 2 de enero de 1886. Junto con Mestre y Tudela y Mariano Gomar de las Infantas, se separó del carlismo en 1888 y se adhirió al Partido Integrista liderado por Ramón Nocedal.
Según la necrología que le dedicó El Siglo Futuro, era «hombre de energías y de grandes conocimientos filosóficos, literarios e históricos». La Semana Católica lo definió como un «incansable propagandista católico».